# Museo de Arte Memorial Allen
El Museo de Arte Memorial Allen (Allen Memorial Art Museum, abreviadamente AMAM) es un museo situado en Oberlin (Ohio) en los Estados Unidos. Lo administra el Oberlin College. Fundado en 1917, su colección es una de las mejores entre las de los colegios y universidades de los Estados Unidos, encontrándose entre las de Harvard y Yale. Está dedicado a la memoria de su fundador, Dudley Peter Allen.
El AMAM es ante todo un museo docente, y es un recurso cultural vital para los estudiantes, favultad y trabajadores del Oberlin College así como la comunidad que lo rodea. Entre los puntos fuertes se encuentra arte holandés y flamenco del siglo XVII, así como pintura europea de los siglos XIX y principios del XX y arte contemporáneo americano y obras sobre papel americanas, europeas y asiáticas. La colección se encuentra en un impresionante edificio de estilo renacentista italiano diseñado por Cass Gilbert y que recibe su nombre por su fundador, Dr. Dudley Peter Allen (B.A., 1875), un distinguido graduado y fideicomisario del Oberlin College.
El AMAM también es conocido por su programa de alquiler de arte que permite a los estudiantes del Oberlin College alquilar obras de arte de destacados artistas como Renoir, Picasso y Dalí por cinco dólares por semestre.
En 1977, Robert Venturi y Denise Scott Brown diseñaron un añadido que representa uno de los ejemplos mejores y más tempranos de arquitectura postmoderna en los Estados Unidos.

## Colecciones
El Museo de Arte Allen Memorial tiene una colección sobresaliente de más de 12.000 objetos, incluyendo pinturas, escultura, artes decorativas, grabados, dibujos y fotografías, que proporcionan una vista general que comprende la historia del arte desde una variedad de culturas. 
La colección es particularmente fuerte en pinturas y esculturas europeas y estadounidenses, desde el siglo XV hasta el impresionismo y más adelante, con ejemplos de autores como Jacopo Ligozzi, Domenichino, Michel Coxcie, Rubens, Hendrick ter Brugghen, Jan Steen, Meindert Hobbema, Turner, Claude Monet, Paul Cézanne, Piet Mondrian, Paul Klee y un variado repertorio del expresionismo alemán. Cuenta además con un nutrido fondo de Frantisek Kupka y autores contemporáneos como Willem de Kooning y Cindy Sherman.
Tiene además importantes ejemplos de pinturas, rollos, escultura y arte decorativo asiático, incluyendo un gran grupo de láminas Ukiyo-e. También están representadas arte africano de alta calidad, precolombino y arte antiguo. El museo también alberga los archivos de Eva Hesse, incluyendo los cuadernos de notas del artista, diarios, fotografías y cartas, y está orgulloso de supervisar, junto con el Departamento de Arte, la Weltzheimer/Johnson House de Frank Lloyd Wright.